# Geir Bratland
Geir "Gerlioz" Bratland (Narvik, 29 de julho de 1970)é um tecladista norueguês da banda de metal sinfônico Dimmu Borgir e anteriormente foi membro das bandas God Seed, Apoptygma Berzerk, The Kovenant e Satyricon.

## Biografia
Geir Bratland foi criado na vila de Ballangen, no norte da Noruega. Ele começou a tocar no antigo órgão de seu avô quando tinha apenas alguns anos. Após sua mãe lhe dar o instrumento alguns anos depois, ele decidiu que era isso que queria fazer pelo resto da vida. Depois de estudar música no ensino médio, ele se mudou para Oslo.
Geir se estabeleceu como um nome conhecido e ele começou a fazer turnês internacionalmente no início de 1994. Desde então, Geir esteve associado a bandas da Noruega em uma variedade de gêneros, incluindo Apoptygma Berzerk, Satyricon, Emperor, Ihsahn, The Kovenant, A-Ha, Morten Abel, God Seed, Abbath e Michael Krohn. Atualmente é membro da banda de black metal Dimmu Borgir.

## Discografia e aparições

### ComEmperor
- Deathfest 2018 (Tilburg, Países Baixos)

### ComThe Kovenant
- Membro de turnê (2003-2009)

### ComDimmu Borgir
- Abrahadabra (2010)
- Eonian (2018)

### ComGod Seed
- Live at Wacken (2012)
- I Begin (2012)

### ComApoptygma Berzerk
- 7 (Apoptygma Berzerk album) (1996)
- APBL98 (1999)
- Welcome to Earth (2000)
- APBL2000 (2001)
- Harmonizer (2002)
- You and Me Against the World (2006)
- Rocket Science (2009)
- Imagine There's No Lennon (2010)

### ComSatyricon
- Nemesis Divina (1996)